# Bornate
Bornate era un comune della Valsesia, ora frazione di Serravalle Sesia, da cui dista circa 2 chilometri.

## Storia
Già comune autonomo, venne aggregato a Serravalle Sesia nel 1927.

## Edifici di rilievo
Nell'abitato si trovano l'antica chiesa parrocchiale tuttora consacrata intitolata al santissimo Nome di Maria del XIV secolo, la chiesa parrocchiale dell'Assunta del secolo successivo, l'Oratorio di San Bernardo del Settecento e una cappella, detta del "Capun" risalente al XVIII secolo. Sulle alture circostanti si trovano i pochissimi resti di un castello che venne espugnato nel 1557 durante la guerra fra Francia e Spagna.

## Infrastrutture e trasporti
Fra il 1908 e il 1935 Bornate  disponeva di una propria stazione lungo la ferrovia Grignasco-Coggiola; tra il 1880 e il 1933 fu servita altresì da due fermate della tranvia Vercelli-Aranco.